# Ho provato a morire
Ho provato a morire è un album in studio di Mario Scrivano che raccoglie brani precedentemente pubblicati come singoli. Venne pubblicato in Italia nel 1969 dalla Kansas.

## Tracce
| A1 | Ho Provato A Morire |
| A2 | Sole In Città       |
| A3 | E' La Solita Storia |
| A4 | Dimentica Me        |
| A5 | Il Ritorno          |
| A6 | Se Tu Sapessi Amare |
| B1 | I Miei Amici        |
| B2 | Rido                |
| B3 | Maria               |
| B4 | Grazie Amore        |
| B5 | Dimenticar          |
| B6 | Come Il Vento       |